# 요네쿠라촌 (니가타현)
요네쿠라촌(米倉村)은 니가타현 기타칸바라군에 있던 촌이다. 

## 역사
- 1889년 4월 1일 - 정촌제 시행에 수반해 기타칸바라군 요네쿠라촌이 성립하였다.
- 1955년 3월 31일 - 시바타시에 편입되어 소멸하였다.

## 교통

### 철도
- 일본국유철도 (현 동일본 여객철도)
  - 아카타니선 (1984년 4월 1일에 전역이 폐지되었다.)

※1963년에 신야마우치역이 신설되었지만 당시에는 미설치 상태였다.

## 참고문헌
- 『市町村名変遷辞典』東京堂出版、1990年。